# Fausto Muñoz
Fausto Muñoz Madueño (1822-1890) fue un litógrafo español del siglo XIX.

## Biografía
Nació el 13 de octubre de 1822. Litógrafo malagueño, destacó con los cromos, según atestarían El Cristo de Velázquez y El testamento de Isabel la Católica presentados en la Exposición Nacional de 1871, y las copias de Jover y otros pintores que expuso en la de 1876. Fue premiado con medallas en varias Exposiciones provinciales, con el escudo de la Sociedad Económica Matritense y con la encomienda de la Orden de Carlos III. Habría fallecido en 1890.